# گروه کلاینی
در ریاضیات، گروه کلاینی (به انگلیسی: Kleinian Group)، زیرگروهی گسسته از {\displaystyle PSL(2,C)} است. گروه {\displaystyle PSL(2,C)} از ماتریس‌های مختلط ۲ در ۲ با دترمینان ۱ به پیمانه مرکزش، نمایش های گوناگون طبیعی دارد: به عنوان تبدیل همدیس کره ریمانی، و به صورت ایزومتری‌های حافظ جهت (جهت نگهدار) از فضای هذلولوی {\displaystyle H^{3}}، و به عنوان نگاشت همدیس جهت-نگهدار توپ باز {\displaystyle B^{3}} در {\displaystyle \mathbb {R} ^{3}} به خودش. لذا، یک گروه کلاینی را می توان به عنوان زیرگروه گسسته ای که بر روی یکی از فضاهای مذکور کنش می کند، در نظر گرفت.